# NGC 6923
NGC 6923 (również IC 5004 lub PGC 64884) – galaktyka spiralna z poprzeczką (SBb), znajdująca się w gwiazdozbiorze Mikroskopu. Odkrył ją 31 lipca 1834 roku John Herschel.